# Vittorio Casamonica
Vittorio Casamonica (Venafro, 21 febbraio 1950 – Roma, 19 agosto 2015) è stato un criminale italiano di etnia rom abruzzese.

## Biografia
Figlio di Guerino Casamonica, commerciante di cavalli originario di Roseto degli Abruzzi, e Virginia Spada, entrambi di origini rom ed esponenti rispettivamente dei clan Casamonica e Spada; ebbe almeno 10 tra fratelli e sorelle. Tra la fine degli anni 1940 e l'inizio degli anni 1950 i genitori si trasferirono a Roma nella zona di Campo Romano (adiacente alla Romanina) mentre lui rimase coi nonni paterni, Fiocco Spada e Cristina Di Silvio, vivendo per un periodo a Pescara. Nel 1948 il padre Guerino acquistò uno stabile in via del Mandrione, 358, in zona Quadraro, poi ceduto al figlio Vittorio, dal quale si sviluppò uno dei principali centri del clan dei Casamonica a Roma. Già nel 1939 nella stessa zona si erano trasferiti gli zii, Luciano (fratello del padre Guerino) e Adelaide (sorella della madre Virgilia).
Fin da giovane si dedicò al commercio di automobili e a circa 20 anni subì una prima condanna, con pena sospesa e pagamento di una multa, per un assegno scoperto. Stabilitosi a Roma, fu stretto amico di Enrico Nicoletti, considerato il tesoriere della banda della Magliana, di cui sarebbe stato "addetto al recupero crediti". Nel 1982 fu ferito in una sparatoria a Napoli, insieme ad Armando Di Rocco, probabilmente a causa di un regolamento di conti.
Nel 1987 la Procura della Repubblica di Venezia lo accusò di associazione a delinquere di stampo mafioso finalizzata al sequestro di persona ma fu assolto nel 1995.
Morì a Roma il 19 agosto 2015 dopo una malattia durata circa un anno. Il giorno successivo si tenne in forma pubblica il funerale presso la basilica di San Giovanni Bosco, con l'utilizzo di una carrozza trainata da sei cavalli neri per il trasporto del feretro, la presenza di una banda musicale e il noleggio di un elicottero dal quale furono gettate migliaia di petali di rosa. La sontuosità del funerale, il cui corteo non sarebbe stato autorizzato dalla Questura di Roma, destò numerose polemiche. La salma è stata poi sepolta nella tomba di famiglia degli Spada presso il cimitero del Verano.